# Payback (2023)
Pour les articles homonymes, voir Payback.
L’édition 2023 de Payback est un Premium Live Event de catch (lutte professionnelle) produit par la World Wrestling Entertainment, une fédération de catch américaine, qui est télédiffusée et visible en streaming payant sur le WWE Network. L’événement se déroulera le 2 septembre 2023, au PPG Paints Arena à Pittsburgh (Pennsylvanie). Il s'agit de la septième édition de Payback.

## Contexte
Les spectacles de la World Wrestling Entertainment (WWE) sont constitués de matchs aux résultats prédéterminés par les scénaristes de la WWE. Ces rencontres sont justifiées par des storylines — une rivalité avec un catcheur, la plupart du temps — ou par des qualifications survenues dans les shows de la WWE tels que Raw et SmackDown. Tous les catcheurs possèdent une gimmick, c'est-à-dire qu'ils incarnent un personnage gentil (Face) ou méchant (Heel), qui évolue au fil des rencontres. Un événement comme Payback est donc un événement tournant pour les différentes storylines en cours,.

## Tableau des matchs
| Ordre par numéros                                                                         | Résultat                                                                            | Stipulation(s)                                                                       | Temps |
| ----------------------------------------------------------------------------------------- | ----------------------------------------------------------------------------------- | ------------------------------------------------------------------------------------ | ----- |
| 1                                                                                         | Becky Lynch bat Trish Stratus                                                       | Steel Cage match                                                                     | 25:00 |
| 2                                                                                         | LA Knight bat The Miz                                                               | Match simple John Cena est l'arbitre spécial du match                                | 15:45 |
| 3                                                                                         | Rey Mysterio (c) bat Austin Theory                                                  | Match simple pour le WWE United States Championship                                  | 09:50 |
| 4                                                                                         | The Judgment Day (Damian Priest et Finn Bálor) bat Kevin Owens (c) et Sami Zayn (c) | Pittsburgh Steel City Street Fight match pour l'Undisputed WWE Tag Team Championship | 20:45 |
| 5                                                                                         | Rhea Ripley (c) bat Raquel Rodriguez                                                | Match simple pour le WWE Women's World Championship                                  | 17:20 |
| 6                                                                                         | Seth "Freakin" Rollins (c) bat Shinsuke Nakamura                                    | Match simple pour le World Heavyweight Championship                                  | 26:00 |
| La lettre C placée entre parenthèses désigne la personne ou l’équipe championne en titre. |                                                                                     |                                                                                      |       |